# Kapelnik
Kapelnik je glasbenik, ki umetniško vodi, zlasti vojaški pihalni orkester.
Beseda kapelnik je nastala iz glagola kapela. Kapela, (novolatinsko capella iz cappa = ogrinjalo), je bil prvotno manjši prostor za bogoslužne obrede, lahko tudi cerkveno znamenje ali pa zbor cerkvenih (prvotno) pevcev, kasneje tudi glasbeni zbor.